# Karl Lendrich
Karl Lendrich (* 17. Januar 1862 in Langensalza; † 22. Februar 1930 in Hamburg) war ein deutscher Lebensmittelchemiker.

## Leben
Karl Lendrich studierte Lebensmittelchemie. 1887 wurde er Mitglied des Corps Vandalia Leipzig. 1891 wurde er an der Universität Erlangen zum Dr. phil. promoviert. Anschließend ging er 1909 nach Hamburg an das Hygienische Institut, wo er für die Nahrungsmittelkontrolle zuständig war und zum Professor ernannt wurde. Dort blieb er bis zu seiner Verabschiedung 1930.
Lendrich arbeitete neben der Lebensmittelüberwachung auf den Gebieten der Kaffeeveredelung und der Kaffeeersatzstoffe. J. J. Darboven produzierte nach einem von ihm entwickelten Verfahren einen Kaffee, der bei Erhalt des Geschmacks im Gehalt an Reiz- und Bitterstoffen reduziert war.

## Schriften
- Beitrag zur Kenntnis der Bestandteile von Menyanthes trifoliata und Erytraea centaurium, 1891
- Gefärbte Hülsenfrüchte. In: Zeitschrift für Untersuchung der Nahrungs- und Genußmittel, sowie der Gebrauchsgegenstände, Nr. 7, 1904, S. 1–5
- Zusammensetzung des Fettes von stark mit ölhaltigen Futtermitteln gefütterten Schweinen. In: Zeitschrift für Untersuchung der Nahrungs- und Genußmittel, sowie der Gebrauchsgegenstände, Nr. 11, 1906, S. 1–8 (mit K. Farnsteiner und P. Buttenberg)
- Brenneraufsätze für Bunsen- und Teclu-Brenner zur Erzielung von drei-, vier- und fünfteiligen Flammen. In: Zeitschrift für Untersuchung der Nahrungs- und Genussmittel sowie der Gebrauchsgegenstände, Nr. 12, 1906, S. 593–598
- Über eine erhebliche Fehlerquelle bei der Bestimmung des Coffeins nach dem Verfahren von Juckenack und Hilger. In: Zeitschrift für Untersuchung der Nahrungs- und Genussmittel sowie der Gebrauchsgegenstände, Nr. 16, 1908, 647–658 (mit R. Murdfield)
- Coffeinfreier Kaffee. In: Zeitschrift für Untersuchung der Nahrungs- und Genussmittel sowie der Gebrauchsgegenstände, Nr. 15, 1908, S. 705–715 (mit R. Murdfield)
- Verfahren zur Bestimmung des Coffeins im Kaffee. In: Zeitschrift für Untersuchung der Nahrungs- und Genussmittel sowie der Gebrauchsgegenstände, Nr. 17, 1909, S. 241–265 (mit  Ernst Friedrich Nottbohm)
- Über den Coffeingehalt des Kaffees und den Coffeinverlust beim Rösten des Kaffees. In: Zeitschrift für Untersuchung der Nahrungs- und Genussmittel sowie der Gebrauchsgegenstände, Nr. 18, 1909, S. 299–308 (mit  E. F. Nottbohm)
- Verfahren zur Herstellung von Kaffee-Ersatzmitteln aus Getreide und Getreidemalz. Patent: DE 337168 (C), 23. Mai 1921
- Über das Vorkommen von Arsen und Blei auf Obst als Folge der Schädlingsbekämpfung. In: Zeitschrift für Untersuchung der Lebensmittel, Nr. 52, 1926, S. 441–457 (mit Fr. Mayer)
- Weitere Erhebungen über das Vorkommen von Arsen, Blei und Kupfer auf Obst und in einigen Erzeugnissen daraus als Folge der Schädlingsbekämpfung. In: Zeitschrift für Untersuchung der Lebensmittel, Nr. 54, 1927, S. 137–168 (mit Fr. Mayer)
- Verfahren zur Veredelung von Kaffeebohnen. Patent: CH 139789 (A), 15. Mai 1930
- Über ein neues Jodblei-Doppelsalz des Trigonellins. In: Zeitschrift für Untersuchung der Lebensmittel, Nr. 60, 1930, S. 569–575 (mit Fr. Mayer)
- Vortrag über neuere Beobachtungen und Erfahrungen auf dem Gebiete der Chemie des Kaffees